# جاك بيرنستن
جاك بيرنستن (بالنرويجية البوكمول: Jack Berntsen)‏ هو فقيه لغة وكاتب أغاني ومغني نرويجي، ولد في 14 أكتوبر 1940، وتوفي في 5 أكتوبر 2010.

## وصلات خارجية
- جاك بيرنستن على موقع IMDb (الإنجليزية)
- جاك بيرنستن على موقع ميوزك برينز (الإنجليزية)
- جاك بيرنستن على موقع ديسكوغز (الإنجليزية)